# Римски университет „Сапиенца“
Римският университет „Ла Сапиенца“ (на италиански: Sapienza – Università di Roma), накратко „Ла Сапиенца“ или „Сапиенца“, е автономен държавен университет в Рим, Италия. Той е най-старият измежду 4-те държавни университета в Рим, основан е през 1303 г.

## Рейтинг
Това е най-големият университет в Европа по прием на студенти редовно обучение и 3-ти в Европа, ако се вземат предвид и студентите в дистанционно обучение.
Според рейтинга Academic Ranking of World Universities (Arwu), съставян от изследователи на Шанхайския университет, „Ла Сапиенца“ редовно се оказва на1-во място сред италианските университети. В класацията на университетите в света „Ла Сапиенца“ стои в сегмента 101-150-о място.
Според класацията на webometrics.info „Ла Сапиенца“ е на 8-о място в Европа и на 1-во в Италия.
През 2013 г. Центърът за класиране на университетите в света поставя „Ла Сапиенца“ на 62-ро място в света и на 1-во в Италия в своята World University Rankings.
- Аула на университета
- Факултет по архитектура на площад „Боргезе“
- Факултет по архитектура откъм улица „Грамши“
- Факултет по инженерни науки
- Факултет по икономика
- Университетска ботаническа градина

## Възпитаници
- Джорджо Агамбен (р. 1942), философ
- Бернардо Бертолучи (р. 1940), режисьор и сценарист
- Чезаре Борджия (1475 – 1507), ренесансов политик
- Вито Волтера (1860 – 1940), математик и физик
- Умберто Гуидони (р. 1954), политик и астронавт
- Габриеле д'Анунцио (1863 – 1938), поет, писател и журналист
- Марио Драги (р. 1947), финансист
- Маурицио Кели (р. 1959), астронавт
- Франко Лучентини (1920 – 2002), писател
- Федерика Могерини (р. 1973), политик и дипломат
- Лука Ди Монтедземоло (р. 1947), бизнесмен, президент на „Ферари“
- Мария Монтесори (1870 – 1952), лекарка и педагожка
- Джорджо Паризи (р. 1948), физик
- Чарлз Понци (1882 – 1949), финансист
- Емилио Сегре (1905 – 1989), физик
- Енрико Ферми (1901 – 1954), физик